# Каменка (Лутугинский район)
Каменка (укр. Кам'янка) — село в Лутугинском районе Луганской области Украины. Под контролем Луганской Народной Республики. Административный центр Каменского сельского совета.

## География
Село расположено на реке под названием Большая Каменка. Ближайшие населённые пункты: сёла Македоновка на западе, Ребриково, Картушино (выше по течению Большой Каменки) и Мечетка на юго-западе, Нагорное, Николаевка, Медвежанка на юго-востоке, Палиевка и Боково на востоке (оба ниже по течению Большой Каменки), посёлки Верхняя Краснянка, Великий Лог (оба ниже по течению Большой Каменки), сёла Красный Яр, Глубокое на северо-востоке, сёла Карла Либкнехта и Первозвановка на севере, Шёлковая Протока, Ореховка на северо-западе.

## Население
Население по переписи 2001 года составляло 482 человека.

## Общие сведения
Почтовый индекс — 92032. Телефонный код — 6436. Занимает площадь 7,910 км².

## Местный совет
92032, Луганская обл., Лутугинский р-н, с. Каменка, ул. Советская, 108; тел. 99-3-21

## Гора Всех Религий
48°13′44″ с. ш. 39°23′18″ в. д. 

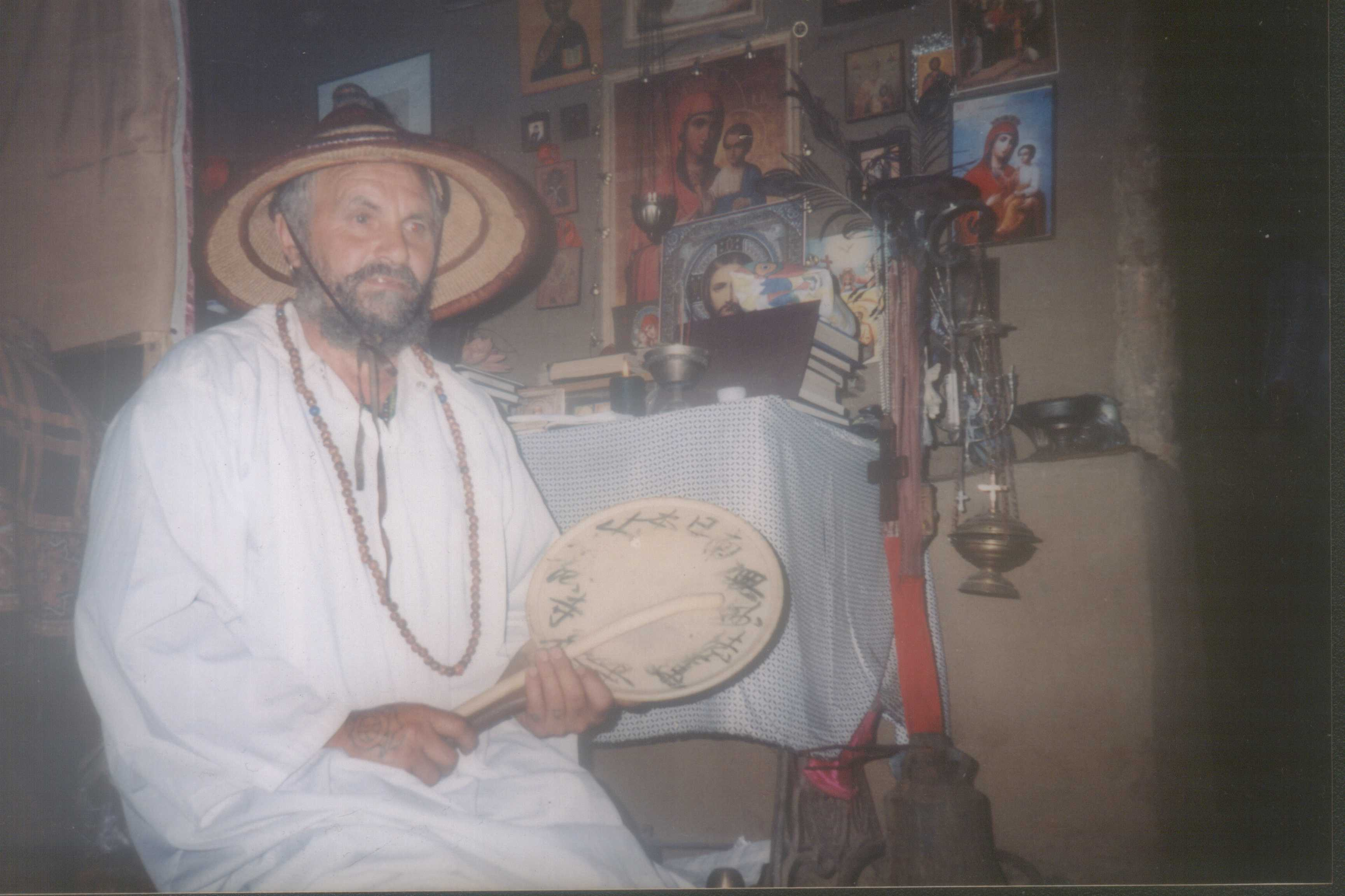
Николай Иванович Тарасенко (2003) у домашнего алтаря на его Горе Всех Религий в белом католическом одеянии, шляпе известного Учителя Ордена Ниппонзан Мёходзи в Евразии —- Дзюнсея Тэрасавы и с барабаном монаха ордена в руках.

В 1992 году по указанным выше координатам поселился известный украинский археолог Николай Тарасенко, кто положил там фундамент Храма Всех Мировых Религий. Теперь на этом фундаменте вырос православный христианский Храм Всех Святых.
Рядом стоят католическая часовенка (48°13′47″ с. ш. 39°23′18″ в. д.) и небольшая буддийская ступа (48°13′46″ с. ш. 39°23′20″ в. д.). 28 апреля 2003 у ступы праздновали 750-летие Наму-Мё-Хо-Рэн-Гэ-Кё, собравшее большое количество гостей. Организаторами были Николай Тарасенко и ныне покойный Роман Турчин.
Гору посещал наставник Романа Турчина — известный монах-пацифист, Учитель Ордена Ниппондзан Мёходзи в Евразии — преподобный Дзюнсэй Тэрасава.
Будучи причастным к деятельности Донского казачества, в том числе религиозной, Николай Иванович Тарасенко имел посвящение во многих духовных учениях и, несмотря на своё нынешнее углубление в Православие, он не может разделить Бога, потому что ценит людей и что они делают в их стремлении к Богу.

## Дополнительные материалы
- Каменка на сайте Верховной рады Украины (укр.). Дата обращения: 6 октября 2013.
- Погода в селе Каменка. Дата обращения: 6 октября 2013.
- Бублик, Михайло. Хозяин горы (укр.) (2013). Дата обращения: 6 октября 2013.